# Five Nights at Freddy's: The Silver Eyes
Five Nights at Freddy’s: The Silver Eyes is een boek van de Amerikaanse computerspelontwikkelaar Scott Cawthon en ghostwriter Kira Breed-Wrisley. Het boek is gebaseerd op de horrorcomputerspellenreeks Five Nights at Freddy's van Cawthon. Er verschenen twee vervolgen; Five Nights at Freddy's: The Twisted Ones in 2017 en Five Nights at Freddy's: The Fourth Closet in 2018.

## Plot
Tien jaar nadat haar jeugdvriend Michael Brooks en vier andere kinderen vermoord werden in restaurant Freddy Fazbear's Pizza, keert Charlotte terug naar haar geboorteplaats. Haar vader was uitbater van het restaurant en ontwierp de animatronic mascottes. Hij werd verdacht van de moorden waarna hij zelfmoord pleegde. Charlotte herenigt zich met haar vrienden uit die tijd en samen gaan ze terug naar het restaurant. Ze ontdekken dat de poppen kwade plannen hebben.

## Achtergrond
In december 2015 plaatste computerspelontwikkelaar Scott Cawthon een teaser op zijn website voor een boek waar tien maanden aan gewerkt was. Het boek zou gebaseerd zijn op de door hem gecreëerde Five Nights at Freddy's-franchise. Op het software-distributieplatform Steam, waar zijn computerspellen gedistribueerd worden, verklaarde hij dat het boek in 2016 zou verschijnen met de titel Five Nights at Freddy's: The Silver Eyes. Het boek verscheen eerst in eigen beheer, via CreateSpace, op de Amazon Kindle. De paperback werd uitgegeven door Scholastic.

## Ontvangst
Het boek werd goed verkocht en belandde op de New York Times-bestsellerlijst in de categorie Young Adult Paperback. Fans van de computerspellenreeks vonden dat het verhaal afweek van de computerspellen. Cawthon reageerde hierop door te zeggen dat hoewel het boek canon is, het verhaal gezien moet worden als een hervertelling.